# Chipolbrok

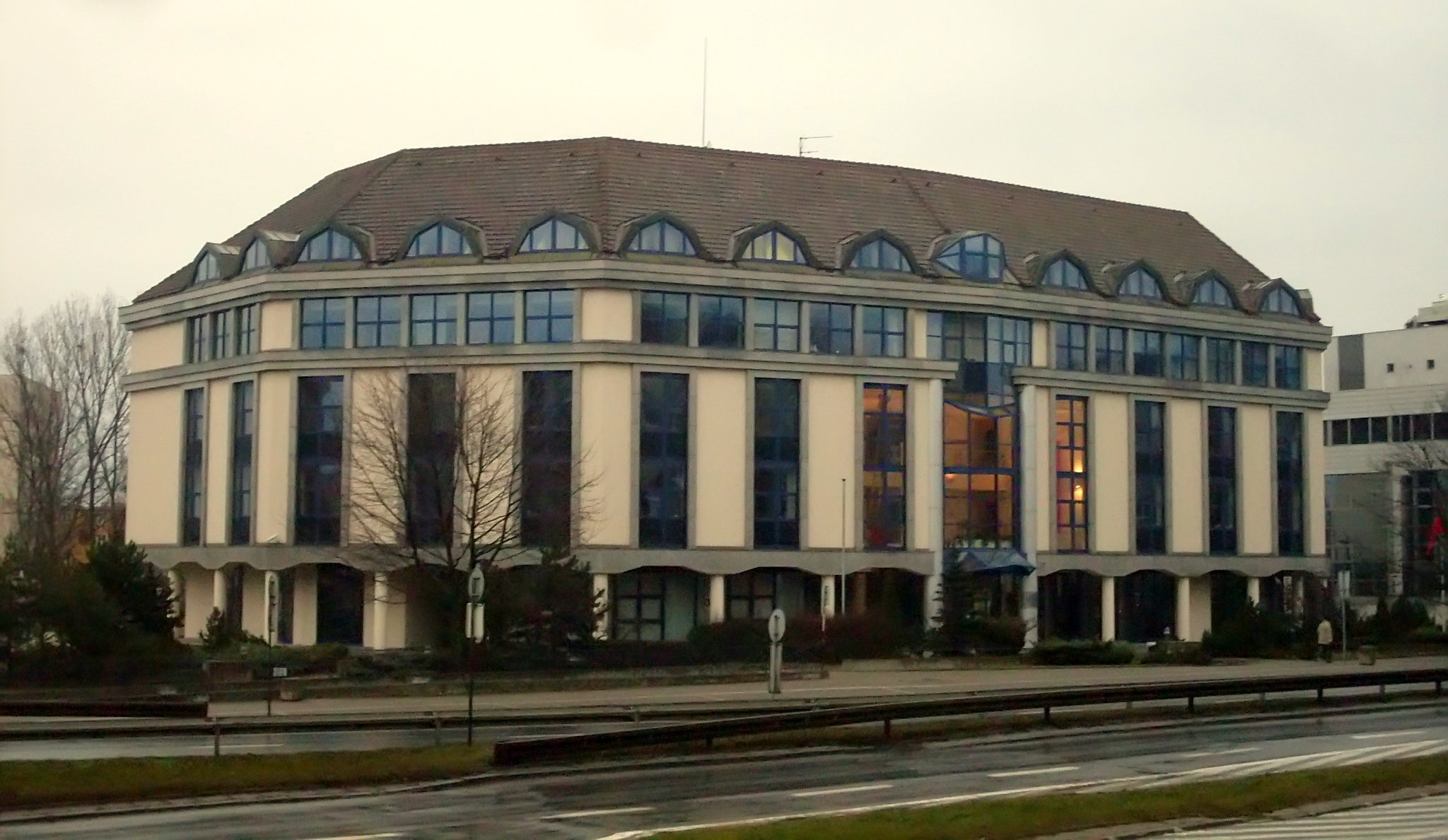
Sitz der Reederei in Gdynia

Die Chinese-Polish Joint Stock Shipping Company, international vor allem abgekürzt als Chipolbrok bekannt, ist eine chinesisch-polnische Reederei mit Sitz in Shanghai und Gdynia. Die bis heute genutzte Abkürzung geht auf die anfangs benutzte Bezeichnung Chinese-Polish Joint Stock Brokerage zurück.

## Geschichte
Die Reederei Chipolbrok wurde am 15. Juni 1951 zu gleichen Teilen von der polnischen und chinesischen Regierung gegründet. Es war sowohl die erste Seereederei als auch das erste Joint Venture in der noch jungen Volksrepublik China. Beginnend mit der 1928 in Flensburg gebauten Pułaski wurden zunächst einige Secondhand-Schiffe angeschafft, die anfangs auf einer Reihe von Diensten zwischen Polen und China eingesetzt wurden. Über die folgenden Jahre wurden die Flotte und das Liniennetz ausgebaut – zwischenzeitlich wurden über 20 Stückgutschiffe mit einer Gesamttragfähigkeit von rund 580.000 Tonnen betrieben, 2021 betrieb Chipolbrok eine 17 Einheiten zählende Flotte von kombinierten Stückgut- und Schwergutschiffen mit einer Gesamttragfähigkeit von knapp 500.000 Tonnen, die weltweit eingesetzt werden.